# Departamento de Estado de los Estados Unidos
El Departamento de Estado de los Estados Unidos (en inglés: United States Department of State; acrónimo: DOS) es el departamento ejecutivo federal responsable de las relaciones internacionales y de la política exterior de Estados Unidos, equivalente a los Ministerios de Asuntos Exteriores de otros países, y forma parte del poder ejecutivo de ese país. El Departamento de Estado se creó en 1789 y fue el primer departamento ejecutivo integrado orgánicamente.
A pesar del carácter de república presidencial, la Constitución asigna al Presidente de los Estados Unidos las competencias en materia de acción exterior junto al Congreso. El Departamento de Estado lo dirige un Secretario de Estado (equivalente a Ministro), propuesto por el presidente y al que el Congreso debe otorgar su placet. Desde el 20 de enero del 2025 Marco Rubio se desempeña como Secretario de Estado de los Estados Unidos durante el segundo mandato del Presidente Trump.

## Competencias
Corresponde al Departamento de Estado las competencias gubernamentales e institucionales siguientes:
- Asesorar al Presidente de los Estados Unidos en política internacional.
- La dirección de la representación de los Estados Unidos en el exterior, ante otros países y ante los organismos internacionales, salvo en aquellas cuestiones en las que quede expresamente reservada la representación a otro Departamento.
- Plantear, proponer y llevar a términos los tratados internacionales del Estado con terceros.
- Representar al Gobierno Federal ante cualquier evento internacional.
- Toda la representación diplomática de la República.
- Proteger a los ciudadanos, empresas e instituciones estadounidenses en el exterior.

## Otros
En 2009, el Departamento de Estado fue el cuarto lugar de trabajo más deseado entre los estudiantes universitarios, según BusinessWeek. El Departamento puso en marcha un blog en 2007, conocido como Dipnote, y mantiene una cuenta de Twitter con el mismo nombre. Su wiki interna se llama Diplopedia. El blog interno de sugerencias para empleados se conoce como «la caja de resonancia» y su software interno de redes profesionales, «Corredor», cuenta con mucho éxito.  Es Departamento también ha adoptado colaboraciones abiertas con el Gobierno con la creación del Servicio Exterior Virtual para estudiantes.
En 2009, puso en marcha el programa «diplomacia del siglo 21», cuya descripción oficial es: «El complemento de las herramientas tradicionales de política exterior con innovaciones recientes que aprovechan plenamente las redes, las tecnologías y las tendencias demográficas de nuestro mundo interconectado». En noviembre de 2010, se reveló que WikiLeaks obtuvo más de un cuarto de millón de cables diplomáticos entre el Departamento de Estado y embajadas estadounidenses en todo el mundo, que fueron poco a poco publicados posteriormente. La entonces secretaria de Estado Hillary Clinton condenó la filtración como perjudicial para la diplomacia internacional.